# Vicia leucophaea
Vicia leucophaea är en ärtväxtart som beskrevs av Edward Lee Greene. Vicia leucophaea ingår i släktet vickrar, och familjen ärtväxter. IUCN kategoriserar arten globalt som livskraftig. Inga underarter finns listade i Catalogue of Life.